# Zecca du duché de Parme
La zecca du duché de Parme est une institution monétaire, l'hôtel de la Monnaie du duché de Parme, fondée au VIIIe siècle et disparu en 1859.

## Histoire
Lors de la création du duché, le duc Pierre-Louis obtient du pape Paul III de pouvoir frapper monnaie, renouvelant ainsi un droit ancestral. En effet, l’histoire de la monnaie, à Parme et à Plaisance, débute probablement sous le règne du roi Didier de Lombardie mais c’est Charlemagne qui, au cours d’un de ses séjours à Parme (781 ou 787), aurait donné le droit de battre monnaie, comme en témoignent deux pièces avec les lettres PARM. Un « Hôtel des monnaies », la zecca en italien, aurait donc été fondé à l'époque du premier duc, dans les deux villes.
L'émission de monnaie se poursuit durant toute la durée du duché, d’abord sous les Farnèse, depuis Alexandre, avec un des premiers thalers de 80 sous frappé dans la péninsule italienne, jusqu'à Ranuce II. Suivant les périodes, les monnaies portent le nom de sou (soldo),  ducatone ou lire.
Ferdinand de Bourbon rénove l’Hôtel des monnaies sous l’impulsion de Guillaume Du Tillot. En raison de son éloignement de la cour, ce n’est qu'en 1783 que l'Hôtel des monnaies produit des pièces, une demi-lire, une doppia da otto et une doppia da tre. Ferdinand Ier, apprenant que des pièces étrangères identiques à celles émises mais d’une valeur inférieure circulent dans le duché, rappelle toutes les pièces nationales pour les marquer et les différencier des pièces étrangères. Il ordonne aussi que le cours des monnaies des villes de Plaisance et Parme soit uniformisé et, en 1799, l’Hôtel des Monnaies de Plaisance est fermé.
Sous l’occupation napoléonienne, l’Hôtel des monnaies est mis en sommeil et Moreau de Saint-Méry conserve le système monétaire des Bourbons. Un décret impérial de janvier 1807 établit le rapport entre la monnaie parmesane et le franc, 4 lires et 1 sous pour 1 franc avant d’évoluer à 4 lires, 4 sous et un denier en 1809.
Sous Marie-Louise, le matériel de l’Hôtel des Monnaies de Parme est jugé inutilisable et c’est l’Hôtel des monnaies de Milan, alors capitale du Royaume lombardo-vénitien, un état satellite de l’empire d’Autriche, qui est sollicité, dirigé par Luigi Manfredini. Au cours de cette période, le système monétaire s’avère fluctuant : les monnaies étrangères sont en libre circulation et sont équivalentes à la monnaie nationale, ce qui a un effet néfaste sur le commerce. Pour mettre fin à ce désordre, un décret du 22 juillet 1819 prévoit la mise en circulation de pièces d’or et d’argent, des lires, qui sont frappées à Milan. Ce n’est que dix ans plus tard qu'un taux de change est mis en place pour les monnaies étrangères.
Après le retour des Bourbons au pouvoir, Charles III envisage de rouvrir l’Hôtel des monnaies. Il confie cette tâche à Donnino Bentelli qui fait frapper une pièce de cinq lires qui n'est jamais mis en circulation en raison de l’assassinat du duc. En 1859, avec l’annexion du duché par le royaume de Sardaigne, l’Hôtel des monnaies disparaît définitivement.